# Rajputana
Rajputana è una regione storica dell'India nord-occidentale, compresa tra il Punjab a Nord e il Gujarat a Sud. 

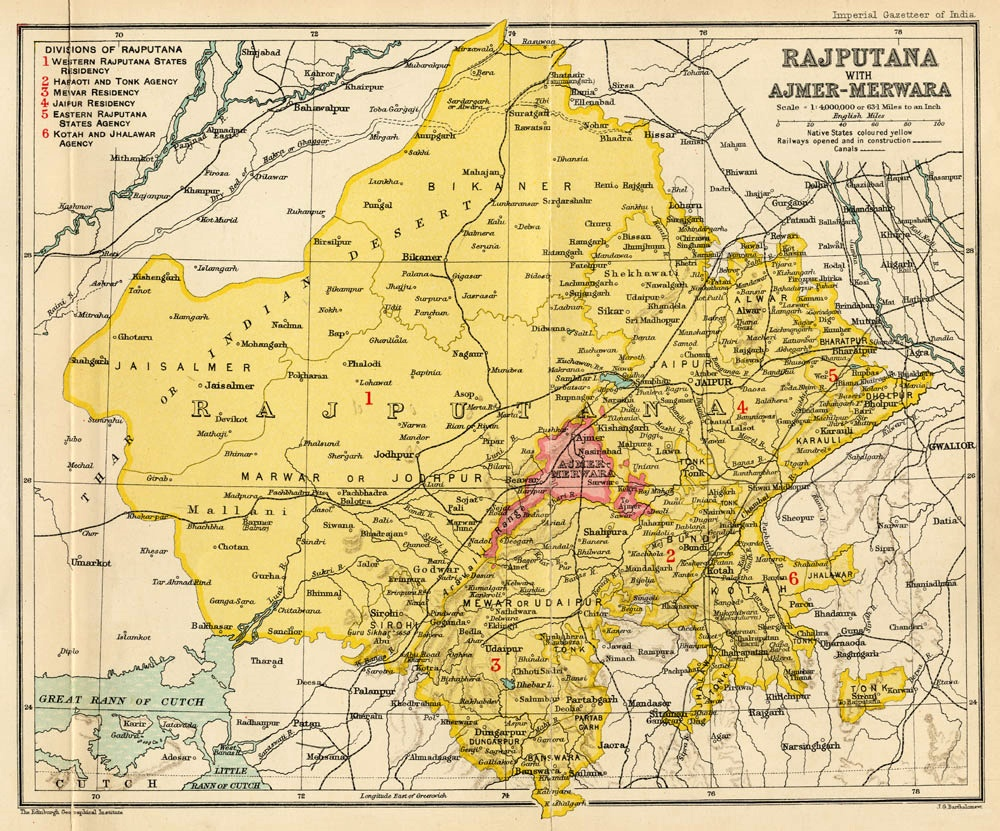
Rajasthan era conosciuto come Rajputana prima della sua riforma nel 1949. La mappa illustra la situazione nel 1909.

## Storia
Il suo nome è dovuto alla dinastia dei Rajput che qui ha dominato con fasi alterne dal VII al XVI secolo. 

## Geografia
Corrisponde alla zona tra i fiumi Indo e Gange, consiste per buona parte in un altopiano steppico attraversato diagonalmente da Nordest a Sudovest dalla catena dei monti Aravalli. 
Il suo territorio coincide quasi interamente con il moderno Stato di Rajasthan.